# Vuelta a Suiza 2013
La 77.ª edición de la Vuelta a Suiza se disputó desde el 8 hasta el 16 de junio de 2013, con un recorrido de 1.270,8 km distribuidos en nueve etapas (aunque en principio fueron 1.318,6 km), con inicio en Quinto y final en Flumserberg.
La carrera formó parte del UCI WorldTour 2013.
El ganador final fue Rui Costa (quien además se hizo con la última etapa). Le acompañaron en el podio Bauke Mollema y Roman Kreuziger, respectivamente.
En las clasificaciones secundarias se impusieron Peter Sagan (puntos), Robert Vrečer (montaña y sprints) y Astana (equipos).

## Equipos participantes
Tomaron parte en la carrera 21 equipos: los 19 de categoría UCI ProTeam (al ser obligada su participación); más 2 categoría Profesional Continental mediante invitación de la organización (IAM Cycling y Sojasun). Formando así un pelotón de 167 ciclistas, con 8 corredores cada equipo (excepto el Vacansoleil-DCM que lo hizo con 7), de los que acabaron 143.
| Equipo                           | Cód. UCI | Categoría               |
| -------------------------------- | -------- | ----------------------- |
| Movistar Team                    | MOV      | UCI ProTeam             |
| Sky Procycling                   | SKY      | UCI ProTeam             |
| Katusha                          | KAT      | UCI ProTeam             |
| RadioShack Leopard               | RNT      | UCI ProTeam             |
| Omega Pharma-Quick Step          | OPQ      | UCI ProTeam             |
| Astana Pro Team                  | AST      | UCI ProTeam             |
| Garmin Sharp                     | GRS      | UCI ProTeam             |
| BMC Racing Team                  | BMC      | UCI ProTeam             |
| Ag2r La Mondiale                 | ALM      | UCI ProTeam             |
| Lampre-Merida                    | LAM      | UCI ProTeam             |
| Cannondale Pro Cycling           | CAN      | UCI ProTeam             |
| Blanco Pro Cycling               | BLA      | UCI ProTeam             |
| Team Saxo-Tinkoff                | TST      | UCI ProTeam             |
| Orica GreenEDGE                  | OGE      | UCI ProTeam             |
| Lotto Belisol                    | LTB      | UCI ProTeam             |
| Euskaltel Euskadi                | EUS      | UCI ProTeam             |
| FDJ                              | FDJ      | UCI ProTeam             |
| Vacansoleil-DCM Pro Cycling Team | VCD      | UCI ProTeam             |
| Team Argos-Shimano               | ARG      | UCI ProTeam             |
| IAM Cycling                      | IAM      | Profesional Continental |
| Sojasun                          | SOJ      | Profesional Continental |

## Etapas

### 1.ª Etapa
- 8 de junio Quinto-Quinto, 8,1 km (CRI)

Resultados de la 1.ª etapa y clasificación general
|   | Ciclista          | Equipo                 | Tiempo     |
| - | ----------------- | ---------------------- | ---------- |
| 1 | Cameron Meyer     | Orica GreenEDGE        | 9 min 39 s |
| 2 | Niki Terpstra     | Omega Pharma-QuickStep | a 10 s     |
| 3 | Heinrich Haussler | IAM                    | a 14 s     |
| 4 | Alex Rasmussen    | Garmin Sharp           | a 15 s     |
| 5 | Gorka Verdugo     | Euskaltel Euskadi      | a 16 s     |

### 2.ª Etapa
- 9 de junio Ulrichen-Crans-Montana, 119,2 km[1]

|   | Ciclista       | Equipo       | Tiempo     |
| - | -------------- | ------------ | ---------- |
| 1 | Bauke Mollema  | Blanco       | 2 h 43 min |
| 2 | Mathias Frank  | BMC Racing   | a 11 s     |
| 3 | Thibaut Pinot  | FDJ          | m.t.       |
| 4 | Ryder Hesjedal | Garmin Sharp | m.t.       |
| 5 | Johann Tschopp | IAM          | m.t.       |

|   | Ciclista          | Equipo          | Tiempo         |
| - | ----------------- | --------------- | -------------- |
| 1 | Cameron Meyer     | Orica GreenEDGE | 2 h 53 min 6 s |
| 2 | Ryder Hesjedal    | Garmin Sharp    | a 3 s          |
| 3 | Mathias Frank     | BMC Racing      | a 5 s          |
| 4 | Giovanni Visconti | Movistar        | a 12 s         |
| 5 | Thibaut Pinot     | FDJ             | a 16 s         |

### 3.ª Etapa
- 10 de junio Montreux-Meiringen, 204,9 km

|   | Ciclista        | Equipo       | Tiempo         |
| - | --------------- | ------------ | -------------- |
| 1 | Peter Sagan     | Cannondale   | 4h 46 min 27 s |
| 2 | Rui Costa       | Movistar     | m.t.           |
| 3 | Roman Kreuziger | Saxo-Tinkoff | m.t.           |
| 4 | Mathias Frank   | BMC Racing   | m.t.           |
| 5 | Bauke Mollema   | Blanco       | a 39 s         |

|   | Ciclista          | Equipo       | Tiempo          |
| - | ----------------- | ------------ | --------------- |
| 1 | Mathias Frank     | BMC Racing   | 7 h 39 min 38 s |
| 2 | Roman Kreuziger   | Saxo-Tinkoff | a 23 s          |
| 3 | Rui Costa         | Movistar     | a 35 s          |
| 4 | Giovanni Visconti | Movistar     | a 53 s          |
| 5 | Thibaut Pinot     | FDJ          | a 57 s          |

### 4.ª Etapa
- 11 de junio Innertkirchen-Buochs, 161 km

|   | Ciclista           | Equipo          | Tiempo         |
| - | ------------------ | --------------- | -------------- |
| 1 | Arnaud Démare      | FDJ             | 4 h 8 min 23 s |
| 2 | Matthew Goss       | Orica GreenEDGE | m.t.           |
| 3 | Tyler Farrar       | Garmin Sharp    | m.t.           |
| 4 | John Degenkolb     | Argos-Shimano   | m.t.           |
| 5 | Alexander Kristoff | Katusha         | m.t.           |

|   | Ciclista          | Equipo       | Tiempo           |
| - | ----------------- | ------------ | ---------------- |
| 1 | Mathias Frank     | BMC Racing   | 11 h 48 min 01 s |
| 2 | Roman Kreuziger   | Saxo-Tinkoff | a 23 s           |
| 3 | Rui Costa         | Movistar     | a 35 s           |
| 4 | Giovanni Visconti | Movistar     | a 53 s           |
| 5 | Thibaut Pinot     | FDJ          | a 57 s           |

### 5.ª Etapa
- 12 de junio Buochs-Leuggern, 176,4 km

|   | Ciclista           | Equipo       | Tiempo         |
| - | ------------------ | ------------ | -------------- |
| 1 | Alexander Kristoff | Katusha      | 4 h 8 min 29 s |
| 2 | Peter Sagan        | Cannondale   | m.t.           |
| 3 | Arnaud Démare      | FDJ          | m.t.           |
| 4 | Matti Breschel     | Saxo-Tinkoff | m.t.           |
| 5 | Heinrich Haussler  | IAM          | m.t.           |

|   | Ciclista        | Equipo       | Tiempo           |
| - | --------------- | ------------ | ---------------- |
| 1 | Mathias Frank   | BMC Racing   | 15 h 56 min 30 s |
| 2 | Roman Kreuziger | Saxo-Tinkoff | a 23 s           |
| 3 | Rui Costa       | Movistar     | a 35 s           |
| 4 | Thibaut Pinot   | FDJ          | a 57 s           |
| 5 | Bauke Mollema   | Blanco       | a 1 min 8 s      |

### 6.ª Etapa
- 13 de junio Leuggern-Meilen, 187,9 km

|   | Ciclista          | Equipo                  | Tiempo          |
| - | ----------------- | ----------------------- | --------------- |
| 1 | Grégory Rast      | Radioshack Leopard      | 4 h 23 min 53 s |
| 2 | Mathew Hayman     | Sky                     | a 25 s          |
| 3 | Alexandr Kolobnev | Katusha                 | a 25 s          |
| 4 | Bert Grabsch      | Omega Pharma-Quick Step | a 28 s          |
| 5 | Peter Sagan       | Cannondale              | a 10 min 43 s   |

|   | Ciclista        | Equipo       | Tiempo          |
| - | --------------- | ------------ | --------------- |
| 1 | Mathias Frank   | BMC Racing   | 20 h 31 min 6 s |
| 2 | Roman Kreuziger | Saxo-Tinkoff | a 23 s          |
| 3 | Rui Costa       | Movistar     | a 35 s          |
| 4 | Thibaut Pinot   | FDJ          | a 57 s          |
| 5 | Bauke Mollema   | Blanco       | a 1 min 8 s     |

### 7.ª Etapa
- 14 de junio Meilen-La Punt, 206 km

|   | Ciclista           | Equipo          | Tiempo       |
| - | ------------------ | --------------- | ------------ |
| 1 | Rui Costa          | Movistar        | 5 h 11 m 8 s |
| 2 | Bauke Mollema      | Blanco          | m.t.         |
| 3 | Tejay van Garderen | BMC Racing      | m.t.         |
| 4 | Thibaut Pinot      | FDJ             | a 9 s        |
| 5 | Cameron Meyer      | Orica GreenEDGE | a 22 s       |

|   | Ciclista        | Equipo       | Tiempo         |
| - | --------------- | ------------ | -------------- |
| 1 | Mathias Frank   | BMC Racing   | 25 h 42 m 36 s |
| 2 | Rui Costa       | Movistar     | a 13 s         |
| 3 | Roman Kreuziger | Saxo-Tinkoff | a 23 s         |
| 4 | Thibaut Pinot   | FDJ          | a 44 s         |
| 5 | Bauke Mollema   | Blanco       | a 46 s         |

### 8.ª Etapa
- 15 de junio Zernez-Bad Ragaz, 180,5 km

|   | Ciclista          | Equipo           | Tiempo          |
| - | ----------------- | ---------------- | --------------- |
| 1 | Peter Sagan       | Cannondale       | 4 h 33 min 26 s |
| 2 | Daniele Bennati   | Saxo-Tinkoff     | m.t.            |
| 3 | Philippe Gilbert  | BMC Racing       | m.t.            |
| 4 | Michael Albasini  | Orica GreenEDGE  | m.t.            |
| 5 | Christophe Riblon | Ag2r La Mondiale | m.t.            |

|   | Ciclista        | Equipo       | Tiempo          |
| - | --------------- | ------------ | --------------- |
| 1 | Mathias Frank   | BMC Racing   | 30 h 16 min 2 s |
| 2 | Rui Costa       | Movistar     | a 13 s          |
| 3 | Roman Kreuziger | Saxo-Tinkoff | a 23 s          |
| 4 | Thibaut Pinot   | FDJ          | a 44 s          |
| 5 | Bauke Mollema   | Blanco       | a 46 s          |

### 9.ª Etapa
- 16 de junio Bad Ragaz-Flumserberg, 26,8 km (CRI)

|   | Ciclista               | Equipo           | Tiempo      |
| - | ---------------------- | ---------------- | ----------- |
| 1 | Rui Costa              | Movistar         | 51 min 51 s |
| 2 | Tanel Kangert          | Astana           | a 21 s      |
| 3 | Bauke Mollema          | Blanco           | a 29 s      |
| 4 | Jean-Christophe Péraud | Ag2r La Mondiale | a 42 s      |
| 5 | Andrey Amador          | Movistar         | a 43 s      |

|   | Ciclista        | Equipo       | Tiempo          |
| - | --------------- | ------------ | --------------- |
| 1 | Rui Costa       | Movistar     | 31 h 8 min 11 s |
| 2 | Bauke Mollema   | Blanco       | a 1 min 2 s     |
| 3 | Roman Kreuziger | Saxo-Tinkoff | a 1 min 10 s    |
| 4 | Thibaut Pinot   | FDJ          | a 1 min 26 s    |
| 5 | Mathias Frank   | BMC Racing   | a 1 min 43 s    |

## Clasificaciones finales

### Clasificación general
| Posición | Ciclista           | Equipo          | Tiempo          |
| -------- | ------------------ | --------------- | --------------- |
|          | Rui Costa          | Movistar        | 31 h 8 min 11 s |
| 2        | Bauke Mollema      | Blanco          | a 1 min 2 s     |
| 3        | Roman Kreuziger    | Saxo-Tinkoff    | a 1 min 10 s    |
| 4        | Thibaut Pinot      | FDJ             | a 1 min 26 s    |
| 5        | Mathias Frank      | BMC Racing      | a 1 min 43 s    |
| 6        | Tanel Kangert      | Astana          | a 1 min 51 s    |
| 7        | Tejay Van Garderen | BMC Racing      | a 2 min 23 s    |
| 8        | Daniel Martin      | Garmin-Sharp    | a 2 min 42 s    |
| 9        | Simon Špilak       | Katusha         | a 2 min 42 s    |
| 10       | Cameron Meyer      | Orica GreenEDGE | a 3 min 44 s    |

### Clasificación por puntos
| Posición | Ciclista           | Equipo          | Puntos |
| -------- | ------------------ | --------------- | ------ |
|          | Peter Sagan        | Cannondale      | 80     |
| 2        | Arnaud Démare      | FDJ             | 50     |
| 3        | Alexander Kristoff | Katusha         | 41     |
| 4        | Bauke Mollema      | Blanco          | 37     |
| 5        | Matt Goss          | Orica GreenEDGE | 30     |

### Clasificación de la montaña
| Posición | Ciclista          | Equipo            | Puntos |
| -------- | ----------------- | ----------------- | ------ |
|          | Robert Vrečer     | Euskaltel Euskadi | 31     |
| 2        | Thibaut Pinot     | FDJ               | 28     |
| 3        | Manuele Mori      | Lampre-Merida     | 23     |
| 4        | Rui Costa         | Movistar          | 17     |
| 5        | Alexandr Kolobnev | Katusha           | 15     |

### Clasificación de los sprints
| Posición | Ciclista              | Equipo            | Puntos |
| -------- | --------------------- | ----------------- | ------ |
|          | Robert Vrečer         | Euskaltel Euskadi | 15     |
| 2        | Adrián Sáez de Arregi | Euskaltel Euskadi | 13     |
| 3        | Maxime Bouet          | Ag2r La Mondiale  | 9      |
| 4        | Luis León Sánchez     | Blanco            | 7      |
| 5        | Alexandr Kolobnev     | Katusha           | 7      |

### Clasificación por equipos
| Posición | Equipo           | Tiempo           |
| -------- | ---------------- | ---------------- |
|          | Astana           | 90 h 56 min 49 s |
| 2        | BMC Racing       | a 1 min 38 s     |
| 3        | Movistar         | a 4 min 19 s     |
| 4        | Ag2r La Mondiale | a 6 min 16 s     |
| 5        | Katusha          | a 9 min 5 s      |

## Evolución de las clasificaciones
| Etapa (Vencedor)              | Clasificación general | Clasificación por puntos | Clasificación de la montaña | Clasificación de los sprints | Clasificación por equipos |
| ----------------------------- | --------------------- | ------------------------ | --------------------------- | ---------------------------- | ------------------------- |
| Etapa 1 (CRI) (Cameron Meyer) | Cameron Meyer         | Cameron Meyer            | no se entregó               | no se entregó                | Omega Pharma-QuickStep    |
| Etapa 2 (Bauke Mollema)       | Cameron Meyer         | Cameron Meyer            | Ryder Hesjedal              | Enrique Sanz                 | IAM                       |
| Etapa 3 (Peter Sagan)         | Mathias Frank         | Bauke Mollema            | Roman Kreuziger             | Enrique Sanz                 | Astana                    |
| Etapa 4 (Arnaud Démare)       | Mathias Frank         | Arnaud Démare            | Robert Vrečer               | Enrique Sanz                 | Astana                    |
| Etapa 5 (Alexander Kristoff)  | Mathias Frank         | Peter Sagan              | Robert Vrečer               | Enrique Sanz                 | Astana                    |
| Etapa 6 (Grégory Rast)        | Mathias Frank         | Peter Sagan              | Robert Vrečer               | Enrique Sanz                 | Katusha                   |
| Etapa 7 (Rui Costa)           | Mathias Frank         | Peter Sagan              | Thibaut Pinot               | Enrique Sanz                 | Astana                    |
| Etapa 8 (Peter Sagan)         | Mathias Frank         | Peter Sagan              | Robert Vrečer               | Robert Vrečer                | Astana                    |
| Etapa 9 (CRI) (Rui Costa)     | Rui Costa             | Peter Sagan              | Robert Vrečer               | Robert Vrečer                | Astana                    |
| Final                         | Rui Costa             | Peter Sagan              | Robert Vrečer               | Robert Vrečer                | Astana                    |